# Gangseo-gu

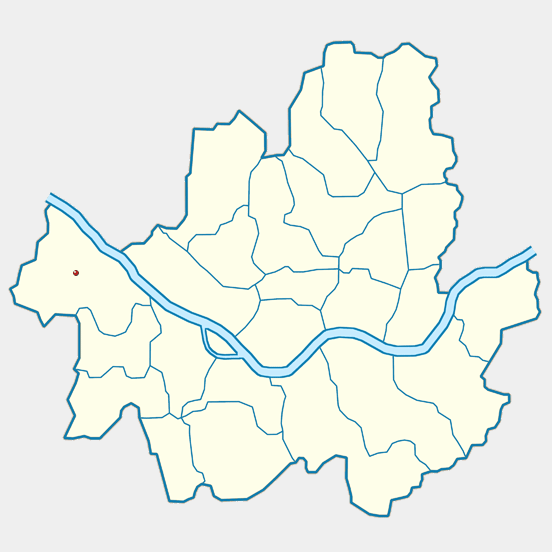
Situation dans Séoul

Gangseo-gu (hangul : 강서구 ; hanja : 江西區) est un arrondissement (gu) de Séoul situé au sud du fleuve Han.  
Le nom de Gangseo signifie l'ouest du fleuve.

## Quartiers
Gangseo est divisé en quartiers (dong) :
- Balsan-dong (발산동 鉢山洞)
- Banghwa-dong (방화동 傍花洞)
- Gaehwa-dong (개화동 開花洞)
- Deungchon-dong (등촌동 登村洞)
- Gayang-dong (가양동 加陽洞)
- Magok-dong (마곡동 麻谷洞)
- Gonghang-dong (공항동 空港洞)
- Gwahae-dong (과해동 果海洞)
- Ogok-dong (오곡동 五谷洞)
- Osoe-dong (오쇠동 五釗洞)
- Hwagok-dong (화곡동 禾谷洞)
- Yeomchang-dong (염창동 鹽倉洞)

## Gouvernement
Gonghang-dong, Gangseou-gu a eu le siège d'Aviation and Railway Accident Investigation Board (ARAIB).